# Distrito electoral federal 9 de Guerrero
El IX Distrito Electoral Federal de Guerrero es uno de los 300 Distritos Electorales en los que se encuentra dividido el territorio de México para la elección de diputados federales y uno de los nueve en los que se divide el estado de Guerrero. Su cabecera es la ciudad de Acapulco.
Desde la distritación de 1996, se ubica en el municipio de Acapulco de Juárez y se encuentra integrado por 159 secciones electorales.

## Distritaciones anteriores
El IX Distrito de Guerrero apareció por primera ocasión en 1924 para la integración de la XXXI Legislatura y desapareció en 1930. Fue creado nuevamente en la distritación de 1978, en el marco de la Reforma política de 1977.

### Distritación 1978 - 1996
Para la distritación del 29 de mayo de 1978, el IX Distrito comprendió los municipios de Atoyac de Álvarez, Benito Juárez, José Azueta, Petatlan, Tecpan de Galeana y La Unión. La cabecera distrital se estableció en Tecpan de Galeana.

### Distritación 1996 - 2005
Para la distritación de agosto de 1996, el IX Distrito estableció su cabecera en la ciudad de Acapulco, formado por 199 secciones. Se ubicó en la parte este del municipio.

### Distritación 2005 - 2017
Permaneció en la parte sur y este del municipio de Acapulco de Juárez, formado por 162 secciones electorales.

## Diputados por el distrito
| Diputado                                                                         | Grupo parlamentario | Legislatura | Periodo     |
| -------------------------------------------------------------------------------- | ------------------- | ----------- | ----------- |
| Justino M. Castro                                                                |                     | XXXI        | 1924 - 1926 |
| Refugio Cervantes                                                                |                     | XXXII       | 1926 - 1928 |
| Roberto García Infante                                                           | POC                 | XXXIII      | 1928 - 1930 |
| El IX distrito es suprimido en 1930. Es restablecido en la distritación de 1978. |                     |             |             |
| José María Serna Maciel                                                          |                     | LI          | 1979 - 1982 |
| Efraín Zúñiga Galeana                                                            |                     | LII         | 1982 - 1985 |
| Nabor Ojeda Delgado                                                              |                     | LIII        | 1985 - 1988 |
| María Inés Solís González                                                        |                     | LIV         | 1988 - 1991 |
| Efraín Zúñiga Galeana                                                            |                     | LV          | 1991 - 1994 |
| Gabino Fernández Serna                                                           |                     | LVI         | 1994 - 1997 |
| Pablo Sandoval Ramírez                                                           |                     | LVII        | 1997 - 2000 |
| Juan José Nogueda Ruiz                                                           |                     | LVIII       | 2000 - 2003 |
| Rosario Herrera Ascencio                                                         |                     | LIX         | 2003 - 2006 |
| César Flores Maldonado                                                           |                     | LX          | 2006 - 2009 |
| Fermín Alvarado Arroyo                                                           |                     | LXI         | 2009 - 2012 |
| Rosario Merlín García                                                            |                     | LXII        | 2012 - 2015 |
| Ricardo Taja Ramírez                                                             |                     | LXIII       | 2015 - 2018 |
| Rosario Merlín García                                                            |                     | LXIV LXV    | 2018 -      |

## Resultados electorales

### 2021
|  | 38.14 % |

|  | 1.86 % |

|  | 1.54 % |

|  | 2.225 % |

|  | 48.40 % |

|  | 1.85 % |

|  | 1.03 % |

|  | 1.39 % |

|  | 0.03 % |

|  | 3.45 % |

|  | 100.00 % |